# 24 Horas de Le Mans de 1973
As 24 Hours of Le Mans de 1973 foi o 41º grande prêmio automobilístico das 24 Horas de Le Mans, tendo acontecido nos dias 9 e 10 de junho 1973 em Le Mans, França, no autódromo francês, Circuit de la Sarthe.

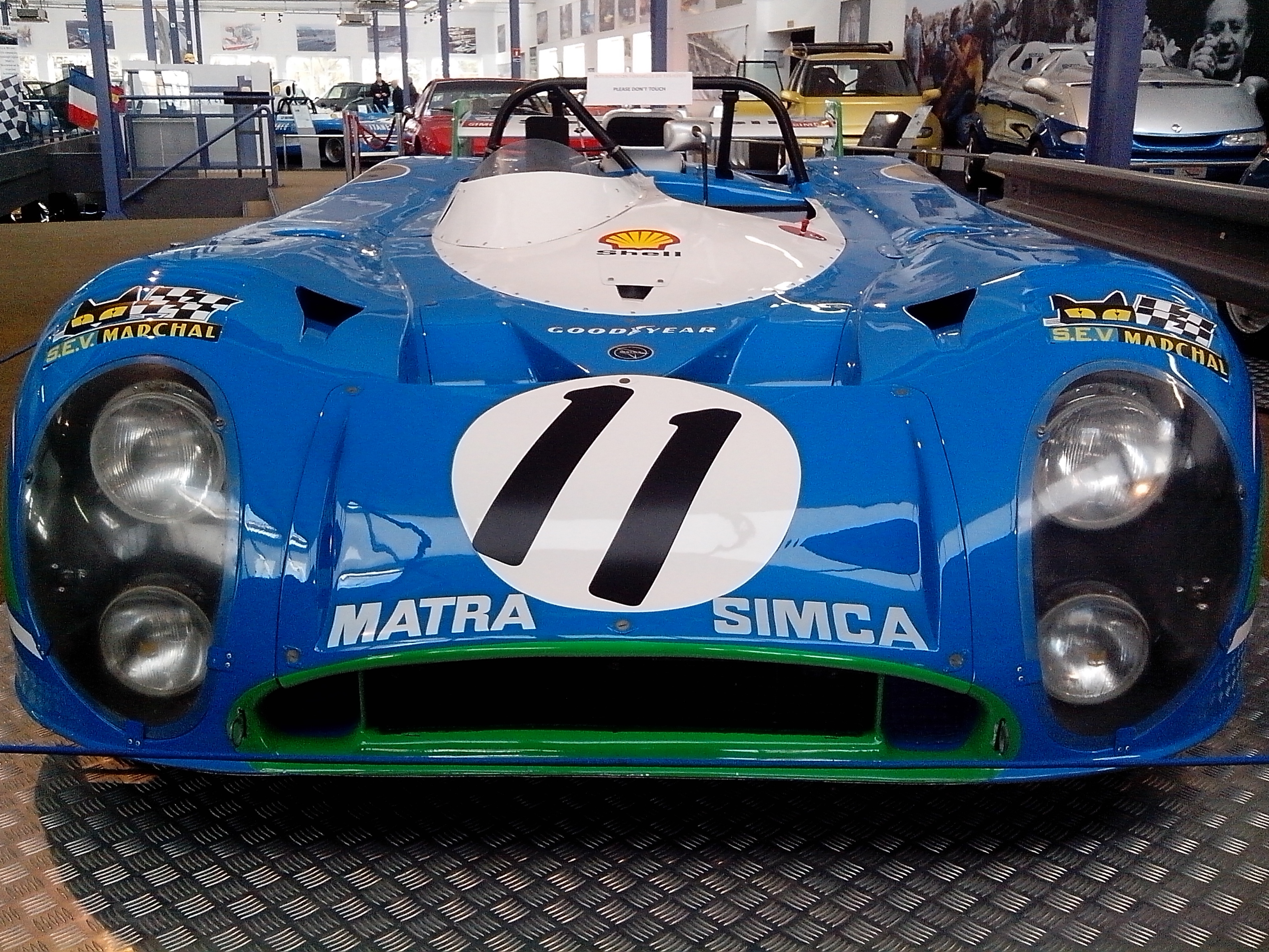
1. 11 Matra-Simca MS670B

## Resultados Finais
| Pos                            | Class   | Nº | Equipe                              | Pilotos                                                | Chassis                 | Motor                     | Voltas |
| ------------------------------ | ------- | -- | ----------------------------------- | ------------------------------------------------------ | ----------------------- | ------------------------- | ------ |
| 1                              | S 3.0   | 11 | Equipe Matra-Simca Shell            | Henri Pescarolo Gérard Larrousse                       | Matra-Simca MS670B      | Matra 3.0L V12            | 355    |
| 2                              | S 3.0   | 16 | SpA Ferrari SEFAC                   | Arturo Merzario José Carlos Pace                       | Ferrari 312PB           | Ferrari 3.0L Flat-12      | 349    |
| 3                              | S 3.0   | 12 | Equipe Matra-Simca Shell            | Jean-Pierre Jaussaud Jean-Pierre Jabouille             | Matra-Simca MS670B      | Matra 3.0L V12            | 331    |
| 4                              | S 3.0   | 46 | Martini Racing Team                 | Herbert Müller Gijs van Lennep                         | Porsche 911 Carrera RSR | Porsche 3.0L Flat-6       | 328    |
| 5                              | S 3.0   | 3  | Escuderia Montjuich - Tergal        | Bernard Chenevière Juan Fernandez Francisco Torredemer | Porsche 908/3           | Porsche 3.0L Flat-8       | 319    |
| 6                              | GT 5.0  | 39 | Automobiles Charles Pozzi           | Claude Ballot-Léna Vic Elford                          | Ferrari 365 GTB/4       | Ferrari 4.4L V12          | 316    |
| 7                              | S 3.0   | 4  | Guillermo Ortega - Ecuador Marlboro | Guillermo Ortega Fausto Merello                        | Porsche 908/1           | Porsche 3.0L Flat-8       | 316    |
| 8                              | GT 3.0  | 45 | Porsche Kremer Racing Team          | Paul Keller Erwin Kremer Clemens Schickentanz          | Porsche 911 Carrera RSR | Porsche 2.8L Flat-6       | 316    |
| 9                              | GT 5.0  | 40 | Automobiles Charles Pozzi           | Alain Serpaggi José Dolhem                             | Ferrari 365 GTB/4       | Ferrari 4.4L V12          | 315    |
| 10                             | GT 3.0  | 63 | Gelo Racing Team                    | Georg Loos Jürgen Barth                                | Porsche 911 Carrera RSR | Porsche 2.8L Flat-6       | 311    |
| 11                             | T 5.0   | 51 | BMW Motorsport                      | Toine Hezemans Dieter Quester                          | BMW 3.0CSL              | BMW 3.3L I6               | 307    |
| 12                             | GT +5.0 | 30 | Greder Racing Team                  | Henri Greder Marie-Claude Charmasson                   | Chevrolet Corvette      | Chevrolet 7.0L V8         | 303    |
| 13                             | GT 5.0  | 38 | North American Racing Team          | François Migault Luigi Chinetti Jr.                    | Ferrari 365 GTB/4       | Ferrari 4.4L V12          | 299    |
| 14                             | GT 3.0  | 48 | Porsche Sonauto BP Racing           | Peter Gregg Guy Chasseuil                              | Porsche 911 Carrera RSR | Porsche 2.8L Flat-6       | 298    |
| 15                             | S 3.0   | 60 | Scuderia Brescia Corse              | Carlo Facetti Sergio Morando Teodoro Zeccoli           | Alfa Romeo Tipo 33TT3   | Alfa Romeo 3.0L V8        | 298    |
| 16                             | GT 3.0  | 41 | Schiller Racing Team                | Jean Selz Florian Vetsch                               | Porsche 911 Carrera RSR | Porsche 2.7L Flat-6       | 297    |
| 17                             | GT 3.0  | 42 | René Mazzia                         | Pierre Mauroy Marcel Mignot                            | Porsche 911 Carrera RSR | Porsche 2.8L Flat-6       | 290    |
| 18                             | GT +5.0 | 69 | J.C. Aubriet / Écurie Léopard       | Jean-Claude Aubriet "Depnic"                           | Chevrolet Corvette      | Chevrolet 7.0L V8         | 282    |
| 19                             | S 3.0   | 18 | Claude Laurent                      | Claude Laurent Martial Delalande Jacques Marché        | Ligier JS2              | Maserati 2.9L V6          | 270    |
| 20                             | GT 5.0  | 34 | Ecurie Francorchamps                | Jean-Claude Andruet Richard Bond                       | Ferrari 365 GTB/4       | Ferrari 4.4L V12          | 270    |
| 21                             | S 3.0   | 52 | André Wicky Racing Team             | André Wicky Max Cohen-Olivar Philippe Carron           | Porsche 908/2           | Porsche 3.0L Flat-8       | 270    |
| Não terminaram a corrida (DNF) |         |    |                                     |                                                        |                         |                           |        |
| 22                             | S 3.0   | 15 | SpA Ferrari SEFAC                   | Jacky Ickx Brian Redman                                | Ferrari 312PB           | Ferrari 3.0L Flat-12      | 332    |
| 23                             | S 2.0   | 25 | Michel Dupont                       | Michel Dupont Paul Blancpain                           | Chevron B23             | Ford Cosworth FVC 1.8L I4 | 229    |
| 24                             | GT 5.0  | 6  | North American Racing Team          | Sam Posey Milt Minter                                  | Ferrari 365 GTB/4       | Ferrari 4.4L V12          | 254    |
| 25                             | T 3.0   | 55 | Ford Motorwerke                     | Dieter Glemser John Fitzpatrick Hans Heyer             | Ford Capri RS           | Ford 3.0L V6              | 239    |
| 26                             | S 3.0   | 7  | Équipe Gitanes Cigarettes France    | Jean-Louis Lafosse Reine Wisell Hughes de Fierlandt    | Lola T282               | Ford Cosworth DFV 3.0L V8 | 164    |
| 27                             | GT 5.0  | 36 | North American Racing Team          | Lucien Guitteny Bob Grossman                           | Ferrari 365 GTB/4       | Ferrari 4.4L V12          | 192    |
| 28                             | GT 5.0  | 33 | J.C. Bamford Excavators Ltd.        | Neil Corner Willie Green                               | Ferrari 365 GTB/4       | Ferrari 4.4L V12          | 163    |
| 29                             | GT 5.0  | 37 | North American Racing Team          | Rubén Luis di Palma Nestor Garcia Veiga                | Ferrari 365 GTB/4       | Ferrari 4.4L V12          | 211    |
| 30                             | S 3.0   | 8  | Gulf Research Racing                | Derek Bell Howden Ganley                               | Mirage M6               | Ford Cosworth DFV 3.0L V8 | 163    |
| 31                             | GT 5.0  | 56 | Shark Racing Team                   | Jean-Claude Guérie Cyril Grandet                       | Ferrari 365 GTB/4       | Ferrari 4.4L V12          | 174    |
| 32                             | S 3.0   | 19 | Automobiles Ligier                  | Jean-Pierre Paoli Alain Couderc                        | Ligier JS2              | Maserati 3.0L V6          | 174    |
| 33                             | T 5.0   | 50 | BMW Motorsport                      | Chris Amon Hans Joachim Stuck                          | BMW 3.0CSL              | BMW 3.3L I6               | 160    |
| 34                             | T 3.0   | 53 | Ford Motorwerke                     | Jean Vinatier Helmut Koinigg Gerry Birrell             | Ford Capri RS           | Ford 3.0L V6              | 152    |
| 35                             | GT 3.0  | 49 | Jean Egreteaud                      | Jean Egreteaud Jean-Claude Lagniez                     | Porsche 911 Carrera RSR | Porsche 2.8L Flat-6       | 139    |
| 36                             | S 2.0   | 22 | Raymond Touroul                     | Raymond Touroul Jean-Pierre Rouget                     | Porsche 910             | Porsche 2.0L Flat-6       | 142    |
| 37                             | S 3.0   | 5  | Duckhams Oil                        | Alain de Cadenet Chris Craft                           | Duckhams LM (Lola T280) | Ford Cosworth DFV 3.0L V8 | 81     |
| 38                             | S 3.0   | 17 | SpA Ferrari SEFAC                   | Tim Schenken Carlos Reutemann                          | Ferrari 312P/B          | Ferrari 3.0L Flat-12      | 182    |
| 39                             | S 3.0   | 10 | Équipe Matra-Simca Shell            | François Cevert Jean-Pierre Beltoise                   | Matra-Simca MS670B      | Matra 3.0L V12            | 157    |
| 40                             | S 2.5   | 26 | Sigma Automotive                    | Tetsu Ikuzawa Hiroshi Fushida Patrick Dal Bo           | Sigma MC73              | Mazda 12A 2.3L 2-Rotor    | 79     |
| 41                             | GT 3.0  | 44 | Porsche Club Romand                 | Jean-François Piot Peter Zbinden                       | Porsche 911 Carrera RSR | Porsche 2.8L Flat-6       | 110    |
| 42                             | GT 3.0  | 78 | Jean Sage                           | Hervé Bayard René Ligonnet                             | Porsche 911 Carrera RSR | Porsche 2.8L Flat-6       | 95     |
| 43                             | GT 3.0  | 43 | Max Moritz Racing Team              | Gerd Quist Manfred Laub Jürgen Zink                    | Porsche 911 Carrera RSR | Porsche 2.8L Flat-6       | 103    |
| 44                             | S 3.0   | 9  | Gulf Research Racing                | Mike Hailwood John Watson Vern Schuppan                | Mirage M6               | Ford Cosworth DFV 3.0L V8 | 112    |
| 45                             | S 2.0   | 21 | Pierre Maublanc                     | Pierre Maublanc Robert Mieusset                        | Chevron B23             | BMW 2.0L I4               | 90     |
| 46                             | S 3.0   | 14 | Equipe Matra-Simca Shell            | Patrick Depailler Bob Wollek                           | Matra-Simca MS670B      | Matra 3.0L V12            | 84     |
| 47                             | S 2.0   | 28 | Jacques Henry                       | Jacques Henry Fred Stalder Gernard Grobot              | Lola T292               | Ford Cosworth FVC 1.9L I4 | 84     |
| 48                             | S 3.0   | 47 | Martini Racing Team                 | Reinhold Joest Claude Haldi                            | Porsche 911 Carrera RSR | Porsche 3.0L Flat-6       | 54     |
| 49                             | S 2.0   | 27 | Escuderia Montjuich                 | José Juncadella Jorge de Bagration                     | Chevron B23             | Ford Cosworth FVC 1.9L I4 | 52     |
| 50                             | S 3.0   | 61 | Daniel Rouveyran                    | Daniel Rouveyran Christian Mons Christian Ethuin       | Lola T280/82            | Ford Cosworth DFV 3.0L V8 | 38     |
| 51                             | GT +5.0 | 29 | John Greenwood                      | John Greenwood Bob Johnson                             | Chevrolet Corvette      | Chevrolet 7.0L V8         | 37     |
| 52                             | S 3.0   | 62 | Automobiles Ligier                  | Guy Ligier Jacques Laffite                             | Ligier JS2              | Maserati 3.0L V6          | 24     |
| 53                             | T 3.0   | 54 | Ford Motorwerke                     | Gerry Birrell Hans Heyer                               | Ford Capri RS           | Ford 3.0L V6              | 4      |
| 54                             | S 2.0   | 2  | Blancpain Total Dinitrol            | Roger Dubois Christine Beckers Pierre Pagani           | Chevron B21/23          | Ford Cosworth FVC 1.8L I4 | 9      |
| 55                             | T 5.0   | 58 | André Wicky Racing Team             | Walter Brun Cox Kocher Jean-Pierre Aeschlimann         | BMW 3.0CSL              | BMW 3.3L I6               | 1      |

Legenda :DNQ = Não largou - DNF = Abandono - NC = Não classificado - DSQ= Desqualificado